# Оногуры

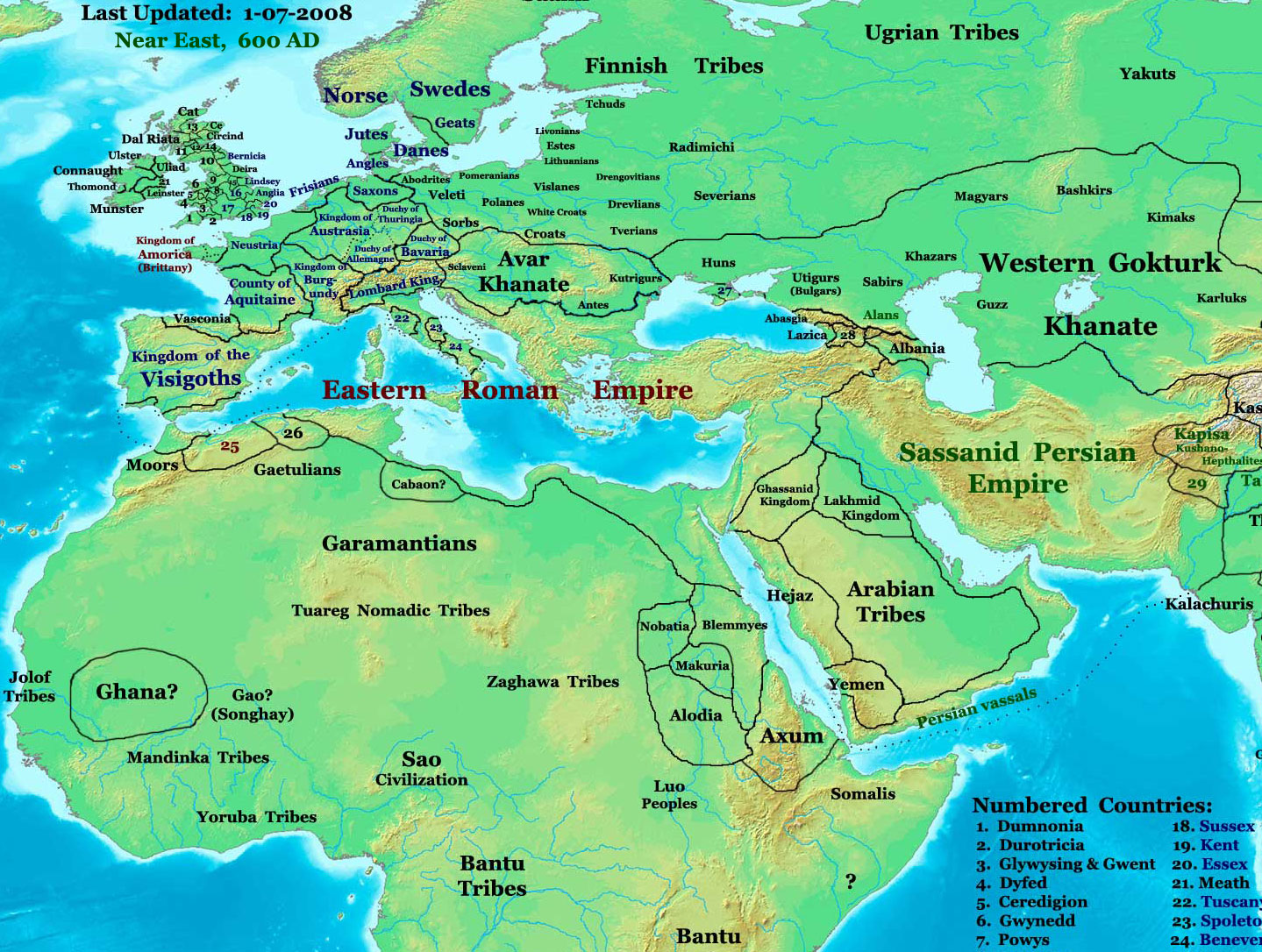
Европа ок. 600 г.

Оногуры (греч. ’Ονόγουροι, ’Ονογούρων) — тюркские племена, которые обитали в районе Меотиды и Северного Кавказа в V—X вв. и неоднократно входили в разные племенные объединения, в том числе и в гуннское.

## Этимология
Общепринятой этимологией термина «оногур» является выведение из тюркского языка в значении «десять [племён] огуров», где начальная форма «он-» ’десять’, а «-огур» ’стрела’. По другой версии термин «оногур» истолковывается как «десять рек», «десятиречные».
Согласно С. Г. Кляшторному, этноним «огур» есть архаичная форма этнонима «огуз», а среди «огуров», проживавших в Припонтийских степях и «огузов», проживавших в Монголии и Джунгарии, сохранились племенные группы с одним и теми же самоназваниями.

## География
Оногуры, по мнению А. К. Шапошникова, уже в последней трети III в. обитали в Прикубанье и Приазовье. Равеннский Аноним («Космография») локализует страну Оногорию (Onogoria) у Понтийского моря, находившаяся по соседству с верхней точкой Меотийского болота.

## История

### Под именем оногуров
Первым свидетельством об оногурах (’Ονόγουροι) является упоминание у Приска Панийского под 463 г., когда они вместе с сарагурами и урогами прислали в Византию посольство. Все три племени были вынуждены переселиться, так как их потеснили савиры, а тех в свою очередь авары. Как предполагается, сарагуры, уроги (огуры) и оногуры были племенным объединением, и главными были среди них сарагуры. Сарагуры, согласно Приску, в это же время покорили акациров, но им пришлось просить союза у Византии.
Под тем же названием оногуры (’Ονογούρων) упоминаются в связи с предположением Агафия Миринейского, что крепость Оногурис (’Ονόγουριν) была названа в честь этого гуннского племени. Причиной для такого названия послужило сражение с колхами в этом месте. Оногуры были побеждены и это имя, по мнению византийского историка, в качестве монумента и трофея было присвоено местными жителями. Однако ко времени написания сочинения Агафием это название уже не применялось, а называлось по имени храма святого Стефана, но всё равно им оно употреблялось.
В Епархиальных списках VII—VIII вв. имеется епископия Оногурия (’Ονογούρων), а Равеннский Аноним упоминает страну Оногорию (Onogoria). Эти названия естественным образом связываются с племенем оногуров.
Оногуры (’Ονογούρους) встречаются у Псевдо-Каллисфена в записи IX в. У него перечислены народы (авары, славяне, хазары, русы и др.), которые покорил Александр Македонский, и среди них озвучены оногуры. Запись Псевдо-Каллисфена связана с эсхатологическими легендами о заточении народов в гору Александром Македонским; предполагалось, что эти народы должны были вырваться из горного заточения перед концом света.

### Под именем оногундуров, унногундуров
В оногундурах (унногундуров) византийских источников VII в. многие исследователи (Ю. А. Кулаковский, Д. Моравчик, А. В. Гадло, И. С. Чичуров и др.) видели оногуров V в., а уже оногундуры в свою очередь в дальнейшем стали называться утигурами (одним из булгарских племён). Против отождествления оногундуров и утигуров с оногурами выступал А. П. Новосельцев.
Оногундуры или унногундуры (’Ονογουνδούρων, Ούννογουνδούρων) в «Хронографии» Феофана упоминаются в провозглашённом автором отступлении для рассказа о древности собственно унногундуров, а также булгаров и котрагов. Однако далее Феофан уделяет внимание булгарам, но нет ни слова про оногундуров. Г. Г. Литаврин предлагал считать верным вариант «оногундуры-булгары» (Ούννογουνδούρων Βουλγάρων), а не отдельно оногундуры и булгары, как это у И. С. Чичурова. Анастасий Библиотекарь в своей компилятивной работе «Хронография» говорит о том же, что и Феофан — про отступление, чтобы рассказать о древности оногундуров-булгаров (Onogundurensium Vulgarum) и кутригуров.
Из «Бревиария» Никифора следует, что булгарский правитель Кубрат назван государем уногундуров (Ούνογουνδούρων). Константин Багрянородный в своей работе «О фемах» утверждает, что раньше болгары назывались оногундурами (’Ονογουνδούρους). Д. Моравчик и И. С. Чичуров считали, что это название Константин взял из «Хронографии» Феофана.

### Под именем унугуров, хунугуров
Ю. А. Кулаковским, как и позже В. Е. Науменко и другими историками, утверждалось, что уннугуры и хунугуры также являлись оногурами. О хунугурах (Hunuguri) имеются сведения у Иордана. Согласно ему, они были известны по торговле шкурками грызунов.
Уннугуры (Ούννουγοῡνοι, Ούννουγούρων) фигурируют у Феофилакта Симокатты среди тех племён, которые увидав псевдо-аваров на своей территории, послали к ним посольства с дарами. В следующий раз о них речь идёт в связи с упоминанием разрушенного землетрясением города Бакаф, построенного уннугурами. В 713 г., согласно «Деяний Вселенского собора» Агафона, унугуры-болгары (Ούνογούρων Βουλγάρων) напали на Фракию, избили и пленили христиан.

### Под другими именами
- А. В. Гадло, С. А. Плетнёва и другие исследователи, авнагуров (ауангуров) определяли как оногуров[35][36]. Авнагуры упоминаются у Псевдо-Захария среди народов, которые жили в палатках и помещались в Предкавказских степях[37].
- Ряд историков (М. И. Артамонов, С. А. Плетнёва, В. Е. Науменко и др.) предполагает, что упоминаемый народ в-н-н-т-р (в-н-н-д-р) в письме Иосифа, хазарского правителя, является оногундурами/оногурами (искажение произошло из-за неточно переданного в древнееврейской транскрипции имени)[38][39][31].

## Выведение угров от оногур
К названию Оногуров восходит древнерусское обозначение венгров — «угры» (в ед. числе — «угрин»). При этом в самом венгерском языке от оногуров происходило старое наименование всех болгар — нандоры (nándor), откуда прежнее венгерское название Белграда — Нандорфехервар. Рeter Golden отмечает что Hungarians -> Hun Oghur -> десять огурских племен (ten oghur tribes): On ogur -> верх. чув. Won ogur -> низ. чув. Wun ogur -> белор. Wugorac -> рус. Wenger -> словен. Vogr, Vogrin -> чеш. польск. Węgier, Węgrzyn, -> лит. Veñgras. Самоназвание венгров — это мадьяры (венг. magyarok).